# سیارک ۳۲۴۵
سیارک ۳۲۴۵ (به انگلیسی: 3245 Jensch، نامگذاری:1973UL5) سه هزار و دویست و چهل و پنجمین سیارک کشف شده‌است که در ۲۷ اکتبر ۱۹۷۳ کشف شد.
قدر مطلق سیارک برابر ۱۳٫۳۰ است.